# Strada statale 393 di Villastellone
La strada statale 393 di Villastellone (SS 393), tra il 2001 e il 2021 nota come strada provinciale 393 di Villastellone (SP 393), è una strada statale italiana.

## Percorso
Ha origine a Moncalieri innestandosi sulla ex strada statale 29 del Colle di Cadibona e percorre i primi km parallela all'autostrada A6, toccando Villastellone. Prosegue verso sud sempre su un tracciato pianeggiante e rettilineo fino ad arrivare a Carmagnola, dove si innesta nel tratto declassato della strada statale 20 del Colle di Tenda e di Valle Roja.

## Gestione
In seguito al decreto legislativo n. 112 del 1998, dal 2001, la gestione è passata dall'ANAS alla Regione Piemonte che ha provveduto all'immediato trasferimento dell'infrastruttura alla Provincia di Torino. 
Nel 2021, a seguito di un piano nazionale di rientro di ex strade statali all'ANAS, l'intero tracciato è tornato ad essere gestito dall'ANAS.